# Max Becker (Tierphysiologe)
Max Becker (* 8. Mai 1906 in Aschersleben; † 2. Juni 2000 in Stanggaß, Gemeindeteil von Bischofswiesen) war ein deutscher Chemiker und wirkte als Hochschullehrer für Tierphysiologie und Tierernährungslehre.

## Leben
Max Becker, der Sohn des Kaufmanns Max Becker senior und dessen Ehefrau Anna Becker, geborene Ebert, legte 1924 das Abitur am Reformrealgymnasium in Aschersleben ab. Er wandte sich im Anschluss dem Studium der Chemie, Physik und Mineralogie an der Friedrich-Schiller-Universität Jena zu, 1928 legte er seine Prüfung zum Diplom-Chemiker ab, 1930 wurde er in Jena zum Dr. phil. nat. promoviert.
Max Becker erhielt in der Folge eine Stelle als Wissenschaftlicher Assistent am Institut für Physiologische Chemie der Friedrich-Schiller-Universität Jena. In der gleichen Funktion wechselte er 1936 an die Friedrich-Wilhelms-Universität zu Berlin, im Folgejahr an die Georg-August-Universität Göttingen, dort habilitierte er sich 1940 als Privatdozent für das Fach Tierphysiologie und -ernährungslehre.
Max Becker, der anschließend als Soldat bei der Luftwaffe am Zweiten Weltkrieg teilnahm, wurde 1950 zum außerplanmäßigen Professor befördert. Im gleichen Jahr wurde Becker zum Abteilungsleiter des Instituts für Tierernährung an der Bundesforschungsanstalt für Landwirtschaft (FAL) in Braunschweig bestellt. 1956 nahm Max Becker einen Ruf für die ordentliche Professur für Tierphysiologie und Tierernährungslehre und Leitung des gleichnamigen Instituts an der Christian-Albrechts-Universität zu Kiel an, eine Position, die er bis zu seiner Emeritierung 1972 innehatte.
Max Becker, der zusätzlich den Vorsitz der Fachgruppe Tierernährung im Verband deutscher landwirtschaftlicher Untersuchungs- und Forschungsanstalten e.V. (VDLUFA) führte, wurde in Anerkennung seiner Verdienste auf seinem Fachgebiet 1953 mit dem im Andenken an den bedeutenden Tierernährungswissenschaftler Oskar Kellner ins Leben gerufenen Oskar-Kellner Preis und 1972 mit dem Bundesverdienstkreuz 1. Klasse ausgezeichnet.
Becker heiratete in erster Ehe 1937 Magdalena Hausstetter († 1953), in zweiter Ehe 1954 Gisela Ebert. Er war Vater von sechs Kindern namens Max, Konrad, Manfred, Karsten, Charlotte und Harald. Max Becker lebte in Bischofswiesen im Landkreis Berchtesgadener Land und starb dort 2000 im Alter von 94 Jahren.

## Publikationen
- Reaktionskinetische Studien über die Mutarotation der Glycothiose, Dissertation, D. Meyer, Libau 1930.
- mit Walter Lenkeit: Praktikum der Ernährungsphysiologie der Haustiere, Vandenhoeck & Ruprecht, Göttingen 1949 (erschienen auch in portugiesischer Sprache).
- Mit Karl Stöckmann, Ekkehard Clemens: Technologie der Mischfutterherstellung. A. Strothe Verlag, Hannover 1960.
- Analisis y valoración de piensos y forrajes. Acribia, Zaragoza 1961.
- mit Oskar Kellner: Grundzüge der Fütterungslehre. Paul Parey, Hamburg/Berlin 1959; weitere Auflagen 1962, 1966 und 1971 (1976 auch in polnischer Sprache).
- mit Kurt Nehring und anderen: Handbuch der Futtermittel. 3 Bände. Paul Parey, Hamburg/Berlin 1965–1969.
- Die selektive Hypophysektomie beim Göttinger Miniaturschwein. Beschreibung eines neuentwickelten Zugangs sowie einer eigenen Methode der HVL-Abrasion. Universität Zürich, Zürich 1984.